# Alain-Fournier
Pour les articles homonymes, voir Alain Fournier, Alain et Fournier.
Alain-Fournier, pseudonyme d'Henri-Alban Fournier, né le 3 octobre 1886 à La Chapelle-d'Angillon (Cher), et mort au combat le 22 septembre 1914  à Saint-Remy-la-Calonne, est un écrivain français dont l'œuvre la plus marquante, restée célèbre, est Le Grand Meaulnes.

## Biographie

### Enfance et famille

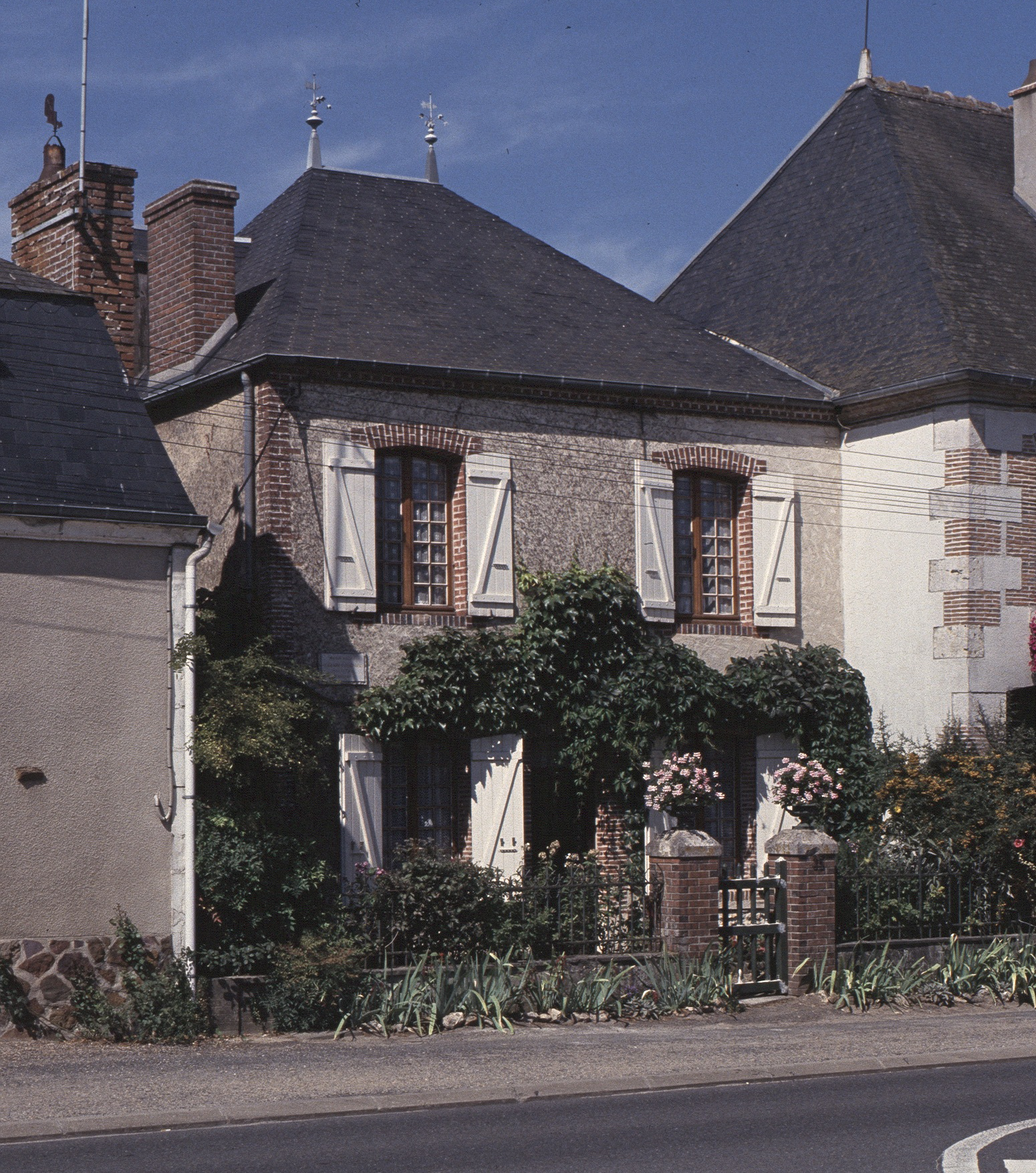
Maison natale à La Chapelle-d'Angillon.

Henri-Alban Fournier naît à La Chapelle-d'Angillon, chef-lieu de canton du département du Cher, à 32 km au nord de Bourges.
Son père, Augustin Fournier (1861-1933), habituellement appelé Auguste, jeune instituteur, vient d'être nommé à Marçais, où le petit Henri vit ses cinq premières années. Sa mère, Marie-Albanie Barthe (1864-1928), est également institutrice.
Il vit l'essentiel de son enfance à Épineuil-le-Fleuriel, tout au sud du département. Il y sera, sept ans durant, l'élève de son père et aura pour compagne de jeux et de lectures sa sœur Isabelle (1889-1971).
Dans une lettre à ses parents du 20 mars 1905, évoquant « la classe où entraient […] tout le soleil doux et tiède de cinq heures, toute la bonne odeur de la terre bêchée », il ajoute : « Tout cela, voyez-vous, pour moi c’est le monde entier ». Les trois quarts des chapitres de son futur roman auront pour cadre « Sainte-Agathe » et ses environs qui ressemblent à s’y méprendre au petit village de son enfance heureuse.

### Années de lycée

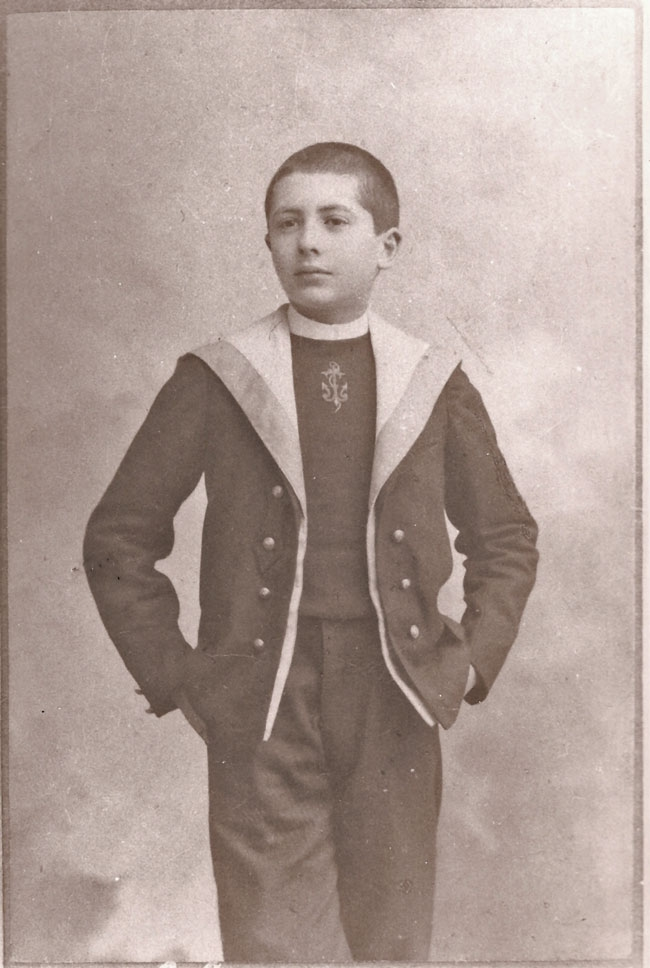
En 1898, au lycée Voltaire à Paris.

À douze ans, Henri part pour Paris, où il commence ses études secondaires au lycée Voltaire, récoltant presque tous les prix. Rêvant d’« être marin pour faire des voyages », il convainc ses parents, en septembre 1901, qu'il lui faut aller à Brest préparer le concours d’entrée à l’École navale : l’expérience sera trop rude et il y renoncera quinze mois plus tard. C’est au lycée de Bourges qu’il prépare le baccalauréat ; il l’obtient, sans mention, en juillet 1903. Comme beaucoup de jeunes provinciaux, comme Péguy et Giraudoux avant lui, il va poursuivre des études supérieures de lettres au lycée Lakanal à Sceaux – « l’internat des champs » – de 1903 à 1906, puis au lycée Louis-le-Grand de Paris, où il prépare le concours d'entrée à l'École normale supérieure. C'est au lycée Lakanal qu'il rencontre Jacques Rivière, avec lequel il se lie d'une amitié profonde. Celui-ci étant reparti à Bordeaux en 1905, il entretient avec lui une correspondance presque quotidienne qui sera publiée en 1928. Jacques Rivière épousera sa jeune sœur Isabelle en 1909.

### Rencontre au Grand Palais
Le 1er juin 1905, jour de l'Ascension, à dix-huit ans, il croise à la sortie d'une exposition de peinture au Grand Palais une grande et belle jeune fille, qui lui dira son nom dix jours plus tard : Yvonne de Quiévrecourt. Mais cet amour est impossible : Yvonne est fiancée et épousera effectivement l'année suivante un médecin de marine, Amédée Brochet, dont elle aura deux enfants. Bouleversé par cette brève rencontre, Fournier ne cessera, huit années durant, de penser à la jeune femme et de l’évoquer dans sa correspondance. Il s'en inspirera pour le personnage d’Yvonne de Galais dans Le Grand Meaulnes.

### Fin de la jeunesse

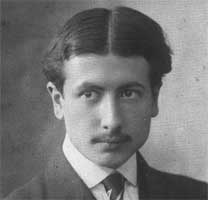
Alain-Fournier en 1905.

Après son échec à l'oral de Normale Sup en juillet 1907, il effectue son service militaire d'octobre 1907 à septembre 1909, d'abord à Vincennes et dans diverses casernes de Paris, de Vanves et de Laval, puis comme sous-lieutenant de réserve au 88e régiment d'infanterie à Mirande.
Libéré à l'automne de 1909, il ne reprend pas ses études, mais est engagé comme chroniqueur littéraire à Paris-Journal en 1910. Il commence à publier quelques poèmes, essais ou contes qui connaissent quelque succès. Il rencontre alors plusieurs grands peintres et écrivains de son temps : Maurice Denis, André Gide, Paul Claudel, André Suarès et Jacques Copeau, et se lie d'une grande amitié avec Charles Péguy et Marguerite Audoux.
Mais surtout il élabore lentement l'œuvre qui le rendra célèbre : Le Grand Meaulnes, qui paraîtra en volume en novembre 1913.

### Nouvelles amours
Le 5 mai 1912, présenté par Charles Péguy, il devient secrétaire de Claude Casimir-Perier, fils de l'ancien président de la République, et l'aide à mettre au point un gros ouvrage, Brest, port transatlantique, qui sera publié en avril 1914 chez Hachette. Il fréquente dès lors l'épouse de celui-ci, Pauline Benda, célèbre au théâtre sous le nom de Madame Simone, et lui rend de multiples services. Simone révélera en 1957 la liaison passionnée, souvent orageuse, qu'elle a eue à partir de juin 1913 avec le jeune écrivain de neuf ans son cadet, dans son livre Sous de nouveaux soleils (Gallimard). Alain-Fournier est fréquemment reçu dans leur propriété de Trie-la-Ville, où sont également accueillis Charles Péguy ou Jean Cocteau. Le Grand Meaulnes paraît dans La Nouvelle Revue française entre juillet et octobre 1913, et chez Émile-Paul en novembre 1913. Bien que Madame Simone tente de jouer de son influence, le roman manquera de peu le prix Goncourt, mais sera salué presque unanimement par la critique de l'époque. C'est sous les arbres du parc du château de Trie qu'Alain-Fournier écrira, en 1914, plusieurs chapitres de son second roman qu’il appelle alors « Colombe Blanchet », qu'il ne pourra achever avant la déclaration de guerre. La correspondance des deux amants a été publiée en 1992, présentée et annotée par Claude Sicard. Il a également une liaison avec une jeune femme de chambre, Jeanne Bruneau (1885-1971), qui apparaît dans Le Grand Meaulnes sous les traits de Valentine Blondeau, la fiancée de Frantz de Galais.

### Retrouvailles
Durant cette même année 1913, qui voit en juin le début de sa liaison avec Pauline Benda-Perier (Madame Simone), Fournier rencontre pour la seconde fois Yvonne de Quiévrecourt. Les chastes retrouvailles ont lieu au cours de l’été, sans doute du 1er au 4 août 1913, à Rochefort-sur-Mer, où la jeune femme, mère de deux enfants, est de passage chez ses parents. Le jeune homme est bouleversé — des notes sur un petit carnet noir en témoignent — mais sa vie sentimentale a pris désormais irrévocablement une nouvelle direction. Il échangera encore quelques lettres avec Yvonne de Quiévrecourt, mais ne la reverra pas.
En octobre 1913, il lui envoie le premier exemplaire dédicacé du Grand Meaulnes, sur papier Japon (le plus beau des papiers de luxe) et il attend en vain sa réponse. Yvonne refusera toute sa vie de parler à ce sujet. En 1964, le fameux exemplaire, qui était censé être en possession de la famille, se retrouve à la salle Drouot, où il est vendu trois millions de francs. On apprend ainsi le vrai nom de celle qui inspira Yvonne de Galais.
Dans Le Point de vue d’Yvonne, paru en 2020, Catherine Choupin tente d’analyser les raisons qui poussèrent Yvonne au silence.

### Guerre et mort

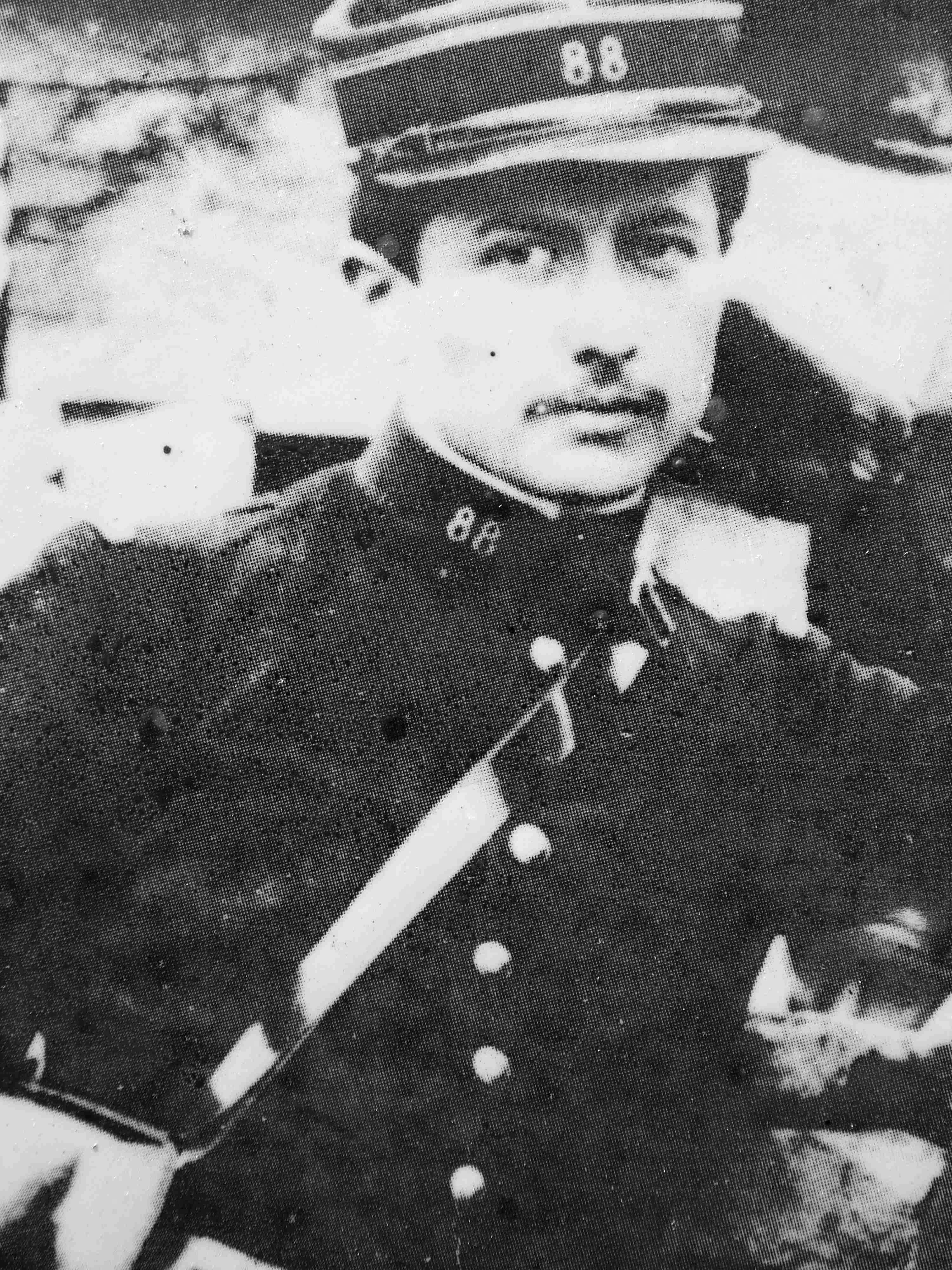
Le lieutenant Alain-Fournier aux manœuvres de Caylus, en 1913.

Lieutenant de réserve, mobilisé le 2 août 1914, Fournier part de Cambo dans le Pays basque, où il était en vacances avec Simone, pour rejoindre à Mirande son régiment, le 288e régiment d'infanterie ; il est affecté à la 23e compagnie. Partis d'Auch en train jusqu'au camp de Suippes, ses hommes et lui rejoignent le front après une semaine de marche jusqu'aux environs d'Étain. Avec sa compagnie, il prend part à plusieurs combats meurtriers autour de Verdun.
Le 22 septembre, un détachement de deux compagnies, la 22e, commandée par le lieutenant Paul Marien et la 23e, commandée par le lieutenant Fournier, reçoit l'ordre d'effectuer une reconnaissance offensive sur les Hauts de Meuse, en direction de Dommartin-la-Montagne, à vingt-cinq kilomètres au sud-est de Verdun. Si l'on doit en croire les témoignages postérieurs, assez divergents, du sergent Zacharie Baqué et du soldat Laurent Angla, Fournier et ses hommes parviennent jusqu'à la Tranchée de Calonne où ils sont rejoints par le capitaine de Savinien Boubée de Gramont, qui prend la direction des opérations et décide d'attaquer l'ennemi. Entendant des coups de feu, ils veulent rejoindre la 22e compagnie de Marien qui s'est trouvée face à un poste de secours allemand et a ouvert le feu. Après avoir fait quelques prisonniers, ils sont pris à revers par une compagnie prussienne à la lisière du bois de Saint-Remy et décimés par la mitraille. Trois officiers — dont Fournier — et dix-huit de leurs hommes sont tués ou grièvement blessés, tandis que Marien et le reste du détachement parviennent à se replier. Sur le Journal de marche et d'opérations du 288e R.I., trois officiers, un sergent et dix-huit soldats des 22e et 23e compagnies sont portés « disparus » au « combat de Saint-Remy, du 21 au 30 septembre ».
S'il faut croire certaines sources, la patrouille dont Fournier faisait partie avait reçu l'ordre de « tirer sur des soldats allemands rencontrés inopinément et qui étaient des brancardiers », et avait obéi, ce que les Allemands auraient considéré comme un crime de guerre. Selon Gerd Krumeich, professeur à l’université de Düsseldorf, il est exact que la patrouille de Fournier attaqua une ambulance allemande, mais il est difficile d'établir les faits précis.
Un documentaire vidéo cite trois mémoires rédigés plus tard par deux Français et un Allemand, qui éclairent la situation : les troupes françaises avancent, voient des soldats allemands chargés d'armes, et tirent immédiatement sur eux. Ces Allemands étaient des brancardiers qui avaient pour mission de regrouper des blessés autour d'une ambulance, et de ramener dans le même temps les armes de ces mêmes blessés, d'où une méprise des soldats français, accentuée par le stress et la fatigue.
La fiche militaire de décès, publiée sur le site Mémoire des Hommes, mentionne que Fournier a été tué par l'ennemi le 26 septembre à Vaux-lès-Palameix (Meuse), commune proche de la Tranchée de Calonne. Le bois de Saint-Remy se trouve entre la limite de cette commune et la Tranchée de Calonne (qui n'est pas une tranchée, au sens militaire du terme, mais au sens des travaux publics, à savoir une route creusée). Un monument lui est dédié, à l'intersection entre cette route et le chemin menant de Vaux-lès-Palameix à Saint-Remy-la-Calonne.
Fournier est mort sans avoir eu d'enfant.

### Gloire et vicissitudes posthumes

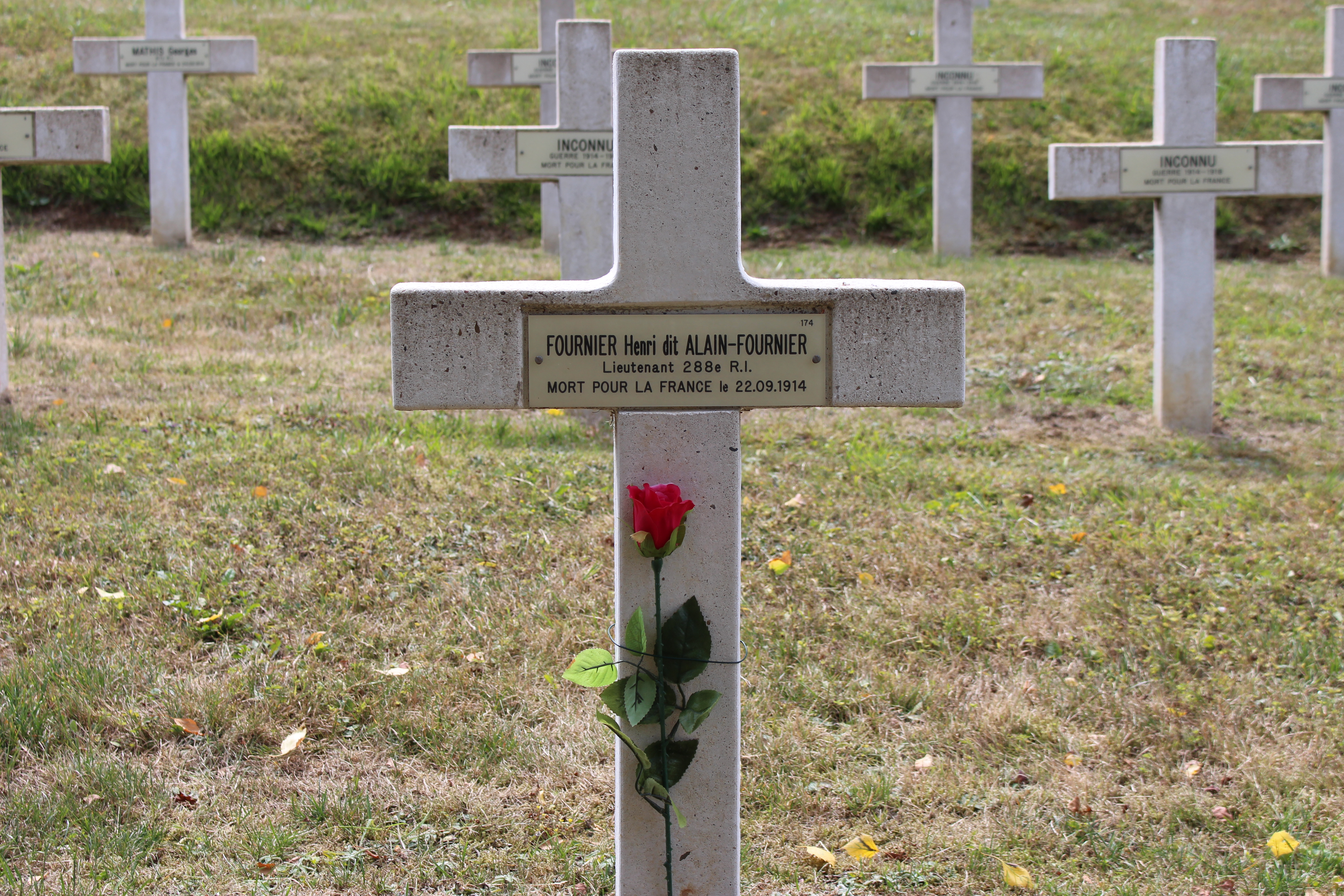
Tombe d'Henri-Alban Fournier, dit Alain-Fournier, dans la nécropole nationale de Saint-Remy-la-Calonne.

La disparition du lieutenant Fournier, rapportée par la presse, impressionne fortement ses contemporains, bien qu'il n'ait été officiellement déclaré « mort pour la France » qu’en juin 1920. Il est ensuite décoré de la croix de guerre avec palme et nommé chevalier de la Légion d’honneur à titre posthume.
Le lieu exact de sa sépulture demeure inconnu pendant plus de trois quarts de siècle. Dès 1977, Michel Algrain enquête sur la localisation probable des derniers moments d'Alain-Fournier et parvient à coordonner des recherches. Son corps et ceux de ses vingt compagnons d'arme, pour la plupart originaires de la région de Mirande, sont retrouvés par Jean Louis, le 2 mai 1991, dans les bois près de Saint-Remy-la-Calonne. Ils avaient été enterrés dans une fosse commune creusée par l'armée allemande sur le lieu du combat. Après des fouilles archéologiques méthodiques et un examen approfondi des squelettes en laboratoire, ils sont ré-inhumés solennellement dans la nécropole nationale de Saint-Remy-la-Calonne.
La légende d'un écrivain mort pour la France en pleine jeunesse après avoir écrit un seul roman a sans doute contribué à assurer la fortune littéraire d'Alain-Fournier. Son nom figure sur les murs du Panthéon, à Paris, dans la liste des écrivains morts au champ d'honneur pendant la Première Guerre mondiale.

## Œuvres
Alain-Fournier est généralement considéré comme l’auteur d’un seul livre : son roman Le Grand Meaulnes, publié en 1913 alors qu’il avait vingt-sept ans, qui n’est pourtant pas son seul écrit. C’est d’abord par des poèmes en vers libres qu’Henri Alain-Fournier manifeste à partir de l’été 1904 — il a dix-sept ans — son désir de devenir écrivain. Quelques-uns de ces premiers poèmes et nouvelles ont été publiés de son vivant dans diverses revues, connaissant un certain succès ; avec la plupart des autres, ils furent rassemblés en 1924 par son beau-frère Jacques Rivière chez Gallimard, sous le titre Miracles. Dès le 13 août 1905, au cours de son séjour à Londres, Henri Alain-Fournier déclarait, dans une lettre à son ami Jacques, former un autre projet, celui d’être romancier, à la manière de Dickens. Et sans doute peut-on dater de cette époque les toutes premières ébauches du Grand Meaulnes.

### Brouillons et manuscrits
Recueillis et classés méthodiquement par sa sœur Isabelle Rivière, les brouillons du roman ont été, avec tous les autres manuscrits de l’auteur, donnés en 2000 par Alain Rivière à la Ville de Bourges, et ils sont aujourd’hui conservés par le Réseau des bibliothèques de cette ville (bibliothèque des Quatre Piliers), qui a réalisé leur mise en ligne. Ils avaient été publiés intégralement en 1986 dans la collection des « Classiques Garnier », formant la dernière partie du volume, sous le titre « Dossier du Grand Meaulnes ». Cet ouvrage est épuisé depuis plusieurs années, mais les brouillons du roman ont été reproduits en 2010 dans le Bulletin des amis de Jacques Rivière et d’Alain-Fournier. Avant que le roman n’atteigne à la forme définitive au début de 1913, Alain-Fournier est passé par maints tâtonnements au cours des huit années précédentes. Ses manuscrits en témoignent, composés de notes rapides, de plans, de fragments de journal ou de lettres, d’ébauches, de reprises. Ni le manuscrit définitif du roman, ni le dactylogramme ne sont parvenus jusqu’à nous ; il parut d’abord dans La Nouvelle Revue Française sur les cinq numéros publiés de juillet à novembre 1913, avant d’être publié par Émile-Paul à la fin d’octobre 1913, quelques jours avant la parution du premier volume d'À la Recherche du temps perdu de Marcel Proust, Du côté de chez Swann.

### Deux autres projets
Avant même l’achèvement du Grand Meaulnes, Fournier avait entrepris l’écriture d’un second roman, qu’il voulait appeler « Colombe Blanchet », inspiré par les compagnonnages et l’atmosphère de sa période de garnison à Mirande : il espérait le terminer à la fin de 1914, mais la guerre l’en empêcha. Il nous en reste aujourd’hui sept chapitres inachevés et quelques esquisses et notes, qui ont été publiés en 1990. Au mois de janvier 1914, Simone l’avait pressé d’écrire une pièce de théâtre, et il avait, en une nuit, jeté sur le papier une ébauche de scénario en trois actes qu’il avait intitulée « La Maison dans la forêt », où passe le souvenir du conte Boucles d'or et les Trois Ours ; mais il abandonna bientôt ce projet pour reprendre celui de « Colombe Blanchet ».

### Correspondances et courrier littéraire
De son arrivée à Paris en 1898 à sa mort Alain-Fournier a entretenu une abondante correspondance, d’abord avec ses parents et sa sœur, puis avec ses condisciples du lycée Lakanal, Jacques Rivière surtout, qui deviendra son beau-frère – près de 370 lettres échangées en dix ans — et René Bichet — « le Petit B. » — le peintre André Lhote, Charles Péguy, son aîné de treize ans, et enfin Madame Simone, les trois dernières années. Elles ont été presque entièrement publiées par sa sœur et son neveu et couvrent huit volumes. La correspondance avec Jacques Rivière, en particulier, a nourri des générations de lecteurs et d’écrivains, de Simone de Beauvoir à Guy Debord, car elle donne un aperçu saisissant de la vie littéraire de la Belle Époque. Alain-Fournier fut également, trois ans durant, un chroniqueur littéraire très apprécié, dans Paris-Journal et dans d’autres revues de l’époque. Un choix de ses plus intéressants articles a été publié en 1990 par André Guyon sous le titre Chroniques et critiques.

### Chronologie des publications
- 1913 : Le Grand Meaulnes (publié de juillet à novembre dans La Nouvelle Revue française, puis chez Émile-Paul frères la même année) ; très nombreuses rééditions, dont sept éditions de poche parues à partir de 1963, en 1971, puis en 2008, 2009 et 2010, ainsi qu’une édition savante de Marie-Hélène Boblet, chez Honoré Champion en 2009. En mars 2020, publication chez Gallimard, dans la collection de la Pléiade, édition établie par Philippe Berthier
- 1924 : Miracles (poèmes et nouvelles, rassemblés par Jacques Rivière), Gallimard ; réédités et complétés en 1986 chez Fayard par Alain Rivière avec une couverture du peintre Dominique Philippe.
- 1926 : Correspondance avec Jacques Rivière, publiée par Isabelle Rivière chez Gallimard en 4 volumes de 1926 à 1928 (deux rééditions d’abord en 2 volumes en 1947, puis complétée et entièrement refondue en 2 volumes par Alain Rivière et Pierre de Gaulmyn en 1991).
- 1929 : Lettres à sa famille (1905-1914) ; réédition complétée sous le titre Lettres à sa famille et à quelques autres par Alain Rivière en 1991 chez Fayard.
- 1930 : Lettres au petit B. (Le « petit B. » est René Bichet, poète, ancien camarade du lycée Lakanal, ami d’Alain-Fournier et de Jacques Rivière) ; réédition complétée par Alain Rivière en 1986 chez Fayard.
- 1944 : La Femme empoisonnée, A.A.M. Stols.
- 1973 : Charles Péguy – Alain-Fournier, Correspondance, Paysages d’une amitié, présentée par Yves Rey-Herme, rééditée et complétée en 1990 chez Fayard.
- 1986 : La peinture, le cœur et l’esprit. Correspondance inédite (1907-1924). André Lhote, Alain-Fournier, Jacques Rivière (William Blake & Co).
- 1990 : Colombe Blanchet – Esquisses d’un second roman inédit. Transcription d’un manuscrit de 133 pages éparses (esquisses et brouillons, notes préparatoires), Le Cherche Midi, 1990.
- 1992 : Alain-Fournier et Madame Simone (édition établie, préfacée et annotée par Claude Sicard), Correspondance, 1912-1914, Paris, Fayard, 1992, 346 p. (ISBN 978-2-213-02998-6, BNF 36660819).
- 1994 : Alain-Fournier  Destins inachevés de Patrick Martinat (Royer saga lettres éditions),  (ISBN 2-908670-21-6)
- 2013 Histoires littéraires (Avril-mai-juin) n+54, "Jeanne Bruneau, la Valentine du Grand Meaulnes, par Patrick Martinat
- 2014 : Alain-Fournier et Ariane Charton (préface et annotations), Lettres à Jeanne, Paris, Mercure de France, coll. « Le Petit Mercure », 2014, 102 p. (ISBN 978-2-715-23523-6, OCLC 871236192).
- 2020 : Le Grand Meaulnes suivi de Choix de lettres, de documents et d'esquisses, Paris, Bibliothèque de la Pléiade, 2020, 640 p. (ISBN 978-2072713323)

#### Principaux ouvrages sur Alain-Fournier
- Jacques Rivière, « Alain-Fournier », article paru en 1922-1923 dans La Nouvelle Revue Française et repris en introduction à Miracles, Gallimard, 1924.
- Le Mail, Cahier XIV, numéro consacré à Alain-Fournier et au Grand Meaulnes, Orléans, 1929.
- Isabelle Rivière, Images d'Alain-Fournier, Émile-Paul, 1938 ; réédition chez Fayard en 1989.
- Isabelle Rivière, Alain-Fournier (rééd. de Vie et Passion d'Alain-Fournier, paru en 1963), Paris, Fayard, 1989.
- Pierre Suire, Alain-Fournier au miroir du Grand Meaulnes, Seghers, 1988.
- Claudie Husson, Alain-Fournier et la naissance du récit, Paris, PUF (Écrivains), 1990.
- Jacques Lacarrière, Alain-Fournier : ses demeures, Coll Maison d'écrivain, Saint-Cyr sur Loire, Christian Pirot, 1991, rééd. 2003, sous le titre Alain-Fournier : les demeures du rêve.
- André Guyon Alain-Fournier Chroniques et critiques, Paris Le cherche midi, 1991.
- Alain Buisine, Les Mauvaises pensées du Grand Meaulnes, Presses Universitaires de France, 1992.
- Patrick Martinat, Alain-Fournier : destins inachevés, Royer, 1994.
- Alain Rivière, Alain-Fournier : les chemins d'une vie. Guide biographique illustré, Paris, Le Cherche Midi Éditeur (Coll. Amor Fati), 1994.
- Jean-Pierre Guéno et Alain Rivière, La mémoire du Grand Meaulnes, Paris, R. Laffont, 1995, 134 p. (ISBN 978-2-221-07941-6, OCLC 34044738).
- Zbigniew Naliwajek, Alain-Fournier romancier : Le grand Meaulnes, Orléans, Paradigme, coll. « Références » (no 8), 1997, 311 p. (ISBN 978-2-868-78158-1, OCLC 37438374).
- Gerd Krumeich, « 1914 Alain Fournier Disparaît. L’Archéologie des sources allemandes », dans : 14/18 Aujourd’hui 2 (1999), p. 85-93. (Cette étude, d'après une note figurant dans une publication codirigée par G. Krumeich lui-même, étudie la façon dont la propagande exploita le fait que la patrouille de Fournier avait attaqué une ambulance allemande. Elle montre aussi qu'en raison de ce rôle de la propagande, il est difficile d'établir les faits exacts. (« Frankreich und Deutschland im Krieg (18.-20. Jahrhundert) : Zur Kulturgeschichte der europäischen‚ Erbfeindschaft » (Darstellung nach Kommunikatorengruppen) Ein gemeinsames Forschungsprojekt der Historischen Seminare der TU Braunschweig und der HHU Düsseldorf, gefördert von der Deutschen Forschungsgemeinschaft (2001-2004) ; Projektleitung : Ute Daniel, Gerd Krumeich, p. 44, note 126, en ligne.)
- Michèle Maitron-Jodogne, Alain-Fournier et Yvonne de Quiévrecourt. Fécondité d'une renoncement, PIE-Peter Lang, Bruxelles, 2000.
- Alain Denizot et Jean Louis, L'énigme Alain-Fournier, 1914-1991, Paris, Nouvelles Editions latines, 2000, 112 p. (ISBN 978-2-723-32018-4, OCLC 44021047).
- Denis Langlois, La mort du grand Meaulnes, Clermont-Ferrand, Miroir, coll. « Passé présent », 2001, 150 p. (ISBN 978-2-911-26837-3, OCLC 49282760).
- Denis Langlois, Un amour de Meaulnes : roman, Pau, Cairn, 2002, 155 p. (ISBN 978-2-912-23350-9, OCLC 49646546).
- Patrick Antoniol, Le sacré et le laïc chez Alain-Fournier, Lille ANRT, 2003.
- Sylvie Sauvage (préf. Michel Autrand), Imaginaire et lecture chez Alain-Fournier, Bruxelles New York, PIE-Peter Lang, 2003, 304 p. (ISBN 978-9-052-01201-8, OCLC 57186560).
- Michel Baranger, Sur les chemins du Grand Meaulnes avec Alain-Fournier. Guide de voyage littéraire dans le département du Cher, Saint-Cyr-sur-Loire, Christian Pirot, 2004.
- Violaine Massenet, Alain-Fournier : biographie, Paris, France, Flammarion, coll. « Grandes biographies », 2005, 295 p. (ISBN 978-2-080-68173-7 et 2-080-68173-7, OCLC 61666350).
- Frédéric Adam (préf. Antoine Rodriguez), Alain-Fournier et ses compagnons d'arme : une archéologie de la Grande Guerre, Metz, Serpenoise, 2006, 219 p. (ISBN 978-2-876-92694-3, OCLC 73800372).
- André Agard, La nécessité du chagrin d'amour : Alain-Fournier ou l'invention de l'adolescence, (étude psychanalytique) Epel, 2008.
- Marie-Hélène Boblet, Introduction au roman, dans: Henri Alain-Fournier, Le grand Meaulnes. Édition critique par Marie-Hélène Boblet, Paris, Honoré Champion, 2009, p. 7–47. (Introduit aussi dans les discussions académiques sur le roman.)
- Michel Baranger, Alain-Fournier et le Paris du Grand Meaulnes. Guide de promenade littéraire, avec quarante photos d'Alain Guillon, Artena, 2011.
- Michel Baranger, Au bois de Saint-Remy. Le dernier combat et la mort d'Alain-Fournier et de ses vingt compagnons d'armes, Chemins du Grand Meaulnes (chez l'auteur : 21, allée Père Julien Dhuit 75020 PARIS), 2011.
- Jean-Christian Petitfils, Le frémissement de la grâce. Le roman du Grand Meaulnes, Fayard, 2012.
- Michel Baranger, Le dernier été d'Alain-Fournier : juin-septembre 1914, Paris, Bernard Giovanangeli éditeur, 2013, 173 p. (ISBN 978-2-758-70109-5 et 2-758-70109-X, OCLC 858280107).
- Emmanuel Le Bret, Alain-Fournier : Le grand Meaulnes, ou, L'impossible amour, Paris, Moment, 2013, 224 p. (ISBN 978-2-354-17228-2, OCLC 861572287).
- Ariane Charton, Alain-Fournier (Biographie), Paris, Gallimard, coll. « Folio biographies » (no 108), 2014, 400 p. (ISBN 978-2-070-44934-7, OCLC 870641644).
- jean-Yves Ribault, Pays d'Alain Fournier-paysages du grand Maulnes : passages choisis et lu des correspondances d'Alain Fournier et du Grand Maulnes, Bourges, Double-Coeur, novembre 2006 (ISBN 2 9520 394 1 0), p. 70 et un CD

#### Articles
- Bulletin des amis de Jacques Rivière et d'Alain-Fournier : articles consacrés au Grand Meaulnes depuis 1975.
- Bibliographie dans Miracles et autres textes, établie par Jacques Dupont pour Les Classiques de Poche en 2011.
- Elisabeth Dousset, « Le patrimoine Alain-Fournier/Jacques Rivière dans le département du Cher », Revue Jules Verne, no 12, 2001, p. 90-94.
- Patrick Martinat, "Jeanne Bruneau, la Valentine du Grand Meaulnes", Histoires littéraires, revue trimestrielle consacrée à la littérature française des XIX è et XXè siècles, - vol.XIV, n°54, Avril-Mai-Juin 2013.

### Adaptations au cinéma
- 1967 : Le Grand Meaulnes par Jean-Gabriel Albicocco.
- 2006 : Le Grand Meaulnes par Jean-Daniel Verhaeghe.

### Adaptations au théâtre
- 1992 : Un Grand Meaulnes, création et mise en scène de Wladyslaw Znorko, Théâtre des Célestins, Lyon (Tournée : Brest, La Rochelle, Sartrouville, Montpellier, Bourges, Dunkerque, Chambéry, Tarbes, Valence, Sceaux)
- 2013 : La Fête étrange (fantaisie dramatique en cinq actes), adaptation et mise en scène d'Olivier Dhénin, Théâtre de la Coupe d'Or, Rochefort, Célébrations nationales du Centenaire du Grand Meaulnes
- 2017 : Les Gens du Domaine-sans-nom, cantate scénique à cinq voix d'Olivier Dhénin, mise en scène de l'auteur, Château de Trie
- 2019 : Meaulnes (et nous l'avons été si peu), adaptation et mise en scène de Nicolas Laurent (CDN de Besançon, Théâtre de Sartrouville, Scène nationale de Montbéliard)